# Anjo
Anjo (Japans: 安城市, Anjō-shi) is een stad in de Japanse prefectuur Aichi. De oppervlakte van deze stad is 86,01 km² en eind 2009 had de stad ruim 178.000 inwoners. De naam van de stad betekent 'veilig kasteel' naar een niet meer bestaand kasteel.

## Geschiedenis
Het dorp Anjo (安城村, Anjō-mura) werd in 1906 samengevoegd met 8 dorpen tot de gemeente Anjo (安城町, Anjō-machi).
Anjo werd op 5 mei 1952 een stad (shi).

## Economie
In de rurale delen van Anjo komen de landbouwproducten waar de stad bekend om staat: vijgen en Nashi peren.
Na de Tweede Wereldoorlog is de stad vooral een industriestad geworden met toeleveranciers voor Toyota Motor Corporation zoals Denso en Aisin. Ook het hoofdkantoor van Makita Corporation is hier gevestigd.

## Verkeer

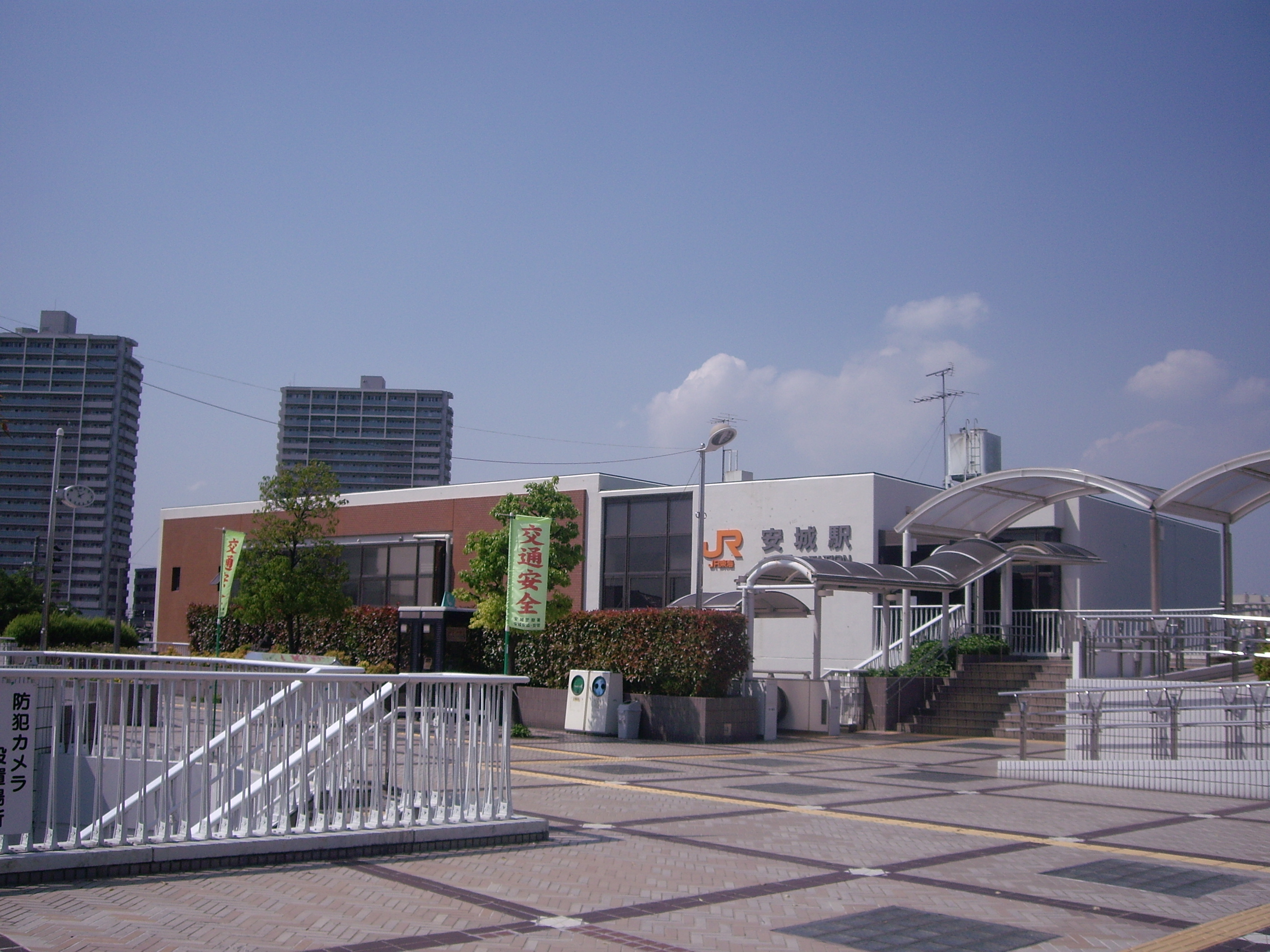
Station van Anjo

Anjo ligt aan de Tokaido Shinkansen en Tokaido-hoofdlijn van de Central Japan Railway Company en aan de Nagoya-hoofdlijn en Nishio-lijn van Meitetsu (Nagoya Spoorwegmaatschappij).
Anjo ligt aan de Isewangan-autosnelweg en aan de nationale autowegen 1 en 23.
Anjo ligt ook aan de prefecturale wegen 12, 44, 45, 47, 48, 76, 78, 230, 285, 286, 288, 292, 293, 294, 295, 296, 298, 299, 509 en 510.

## Bezienswaardigheden
- Denpark, een attractiepark met als thema Denemarken. Dit gaat terug op de jaren 1920-'30 toen Deense landbouwmethoden in Anjo werden toegepast en waaraan Anjo de bijnaam 'Japans Denemarken' heeft overgehouden.
- Anjo-Tanabata, een driedaagse versie in augustus van dit festival.

## Partnersteden
Anjo heeft een stedenband met
- Huntington Beach, Verenigde Staten, sinds 4 juli 1982
- Hobsons Bay City, Australië, sinds 15 oktober 1994
- Kolding, Denemarken, sinds 24 april 1997

## Aangrenzende steden
- Chiryu(知立)
- Hekinan(碧南)
- Kariya(刈谷)
- Nishio(西尾)
- Okazaki(岡崎)
- Takahama(高浜)
- Toyota(豊田)